# いつまでも変わらぬ愛を
「いつまでも変わらぬ愛を」（いつまでもかわらぬあいを）は、織田哲郎の通算12枚目のシングル。1992年3月25日にBMGビクターから発売された。

## 内容
織田哲郎にとって唯一のオリコン1位作品。初登場時は15位だった。大塚製薬「ポカリスエット」CMソング。カップリングは自身が所属した企画ユニット「渚のオールスターズ」のセルフカバー曲で、ベストアルバム『BEST OF BEST 1000 織田哲郎』に収録されている（原曲は、TUBEの前田亘輝がボーカルで参加した作品）。
本作はBMGビクターから発売されたが、現行盤はBMGルームス設立時に発売権が移管された上で再発売された。本作の原盤権はビーイングが保有しているため、B'z・B.B.クィーンズ・Mi-Ke同様ビーイングが原盤権を持つ作品のみBMGルームスから再発売されている。

## 音楽性
引きこもりになり、飲んでいた薬の副作用による心臓発作で、29歳で亡くなった4歳年上の兄へ綴った歌であると同時に、「兄にも当時の10代・20代の自身の閉ざされた心にも音楽は届いていたので、自身が救われたように音楽を作ることで他で救われてくれる人がいるかも知れない。もう一度、音楽を誰かに届けようという決意も込められた歌である」と語っている。近年は「聴いた人の捉え方次第。ラブソングとして捉える人はそれでいいし、メッセージソングとして捉える人はそれでいい」と織田自身がインタビューで答えている。

## 収録曲
| 全編曲: 織田哲郎。 |                                                   |           |           |       |
| #                  | タイトル                                          | 作詞      | 作曲      | 時間  |
| 1.                 | 「いつまでも変わらぬ愛を」                        | 織田哲郎  | 織田哲郎  | 4:40  |
| 2.                 | 「Why Did You Go Away」                           | 亜蘭知子  | 織田哲郎  | 5:00  |
| 3.                 | 「いつまでも変わらぬ愛を (オリジナル・カラオケ)」 | 織田哲郎  | 織田哲郎  | 4:40  |
| 合計時間:          | 合計時間:                                         | 合計時間: | 合計時間: | 14:20 |

## 参加アーティスト
- 織田哲郎 - 12弦ギター、キーボード、シンセサイザー
- 勝田かず樹 - サックス

## タイアップ
| 曲名                   | タイアップ                               |
| ---------------------- | ---------------------------------------- |
| いつまでも変わらぬ愛を | 大塚製薬「ポカリスエット」CMソング(1992) |

## カバー
| 楽曲                   | リリース       | アーティスト | 収録作品                                             | 備考                               |
| ---------------------- | -------------- | ------------ | ---------------------------------------------------- | ---------------------------------- |
| いつまでも変わらぬ愛を | 2007年12月5日  | 河村隆一     | アルバム「evergreen anniversary edition」            |                                    |
| いつまでも変わらぬ愛を | 2010年8月25日  | コブクロ     | カバーアルバム「ALL COVERS BEST」                    | TBS系列ドラマ「土俵ガール!」主題歌 |
| いつまでも変わらぬ愛を | 2015年8月19日  | Ms.OOJA      | カバーアルバム「THE HITS ～No.1 SONG COVERS～」      |                                    |
| いつまでも変わらぬ愛を | 2015年10月28日 | 相川七瀬     | カバーアルバム「Treasure Box -Tetsuro Oda Songs-」。 |                                    |